# Dactylorhiza insularis
Dactylorhiza insularis är en orkidéart som först beskrevs av Carlo Pietro Stefano Stephen Sommier, och fick sitt nu gällande namn av Ó.Sánchez och Herrero. Dactylorhiza insularis ingår i Handnyckelsläktet som ingår i familjen orkidéer. Inga underarter finns listade i Catalogue of Life.

## Bildgalleri

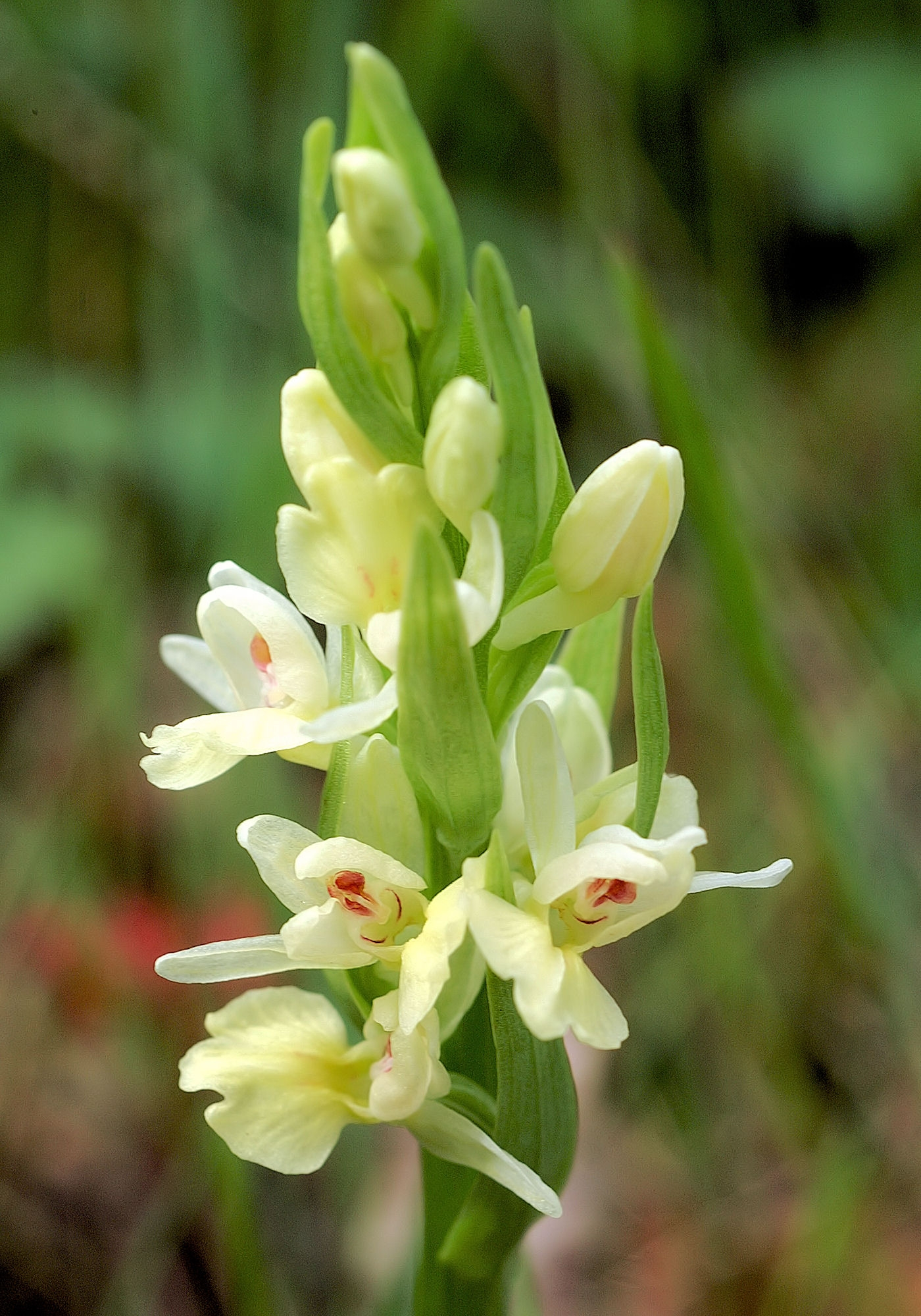
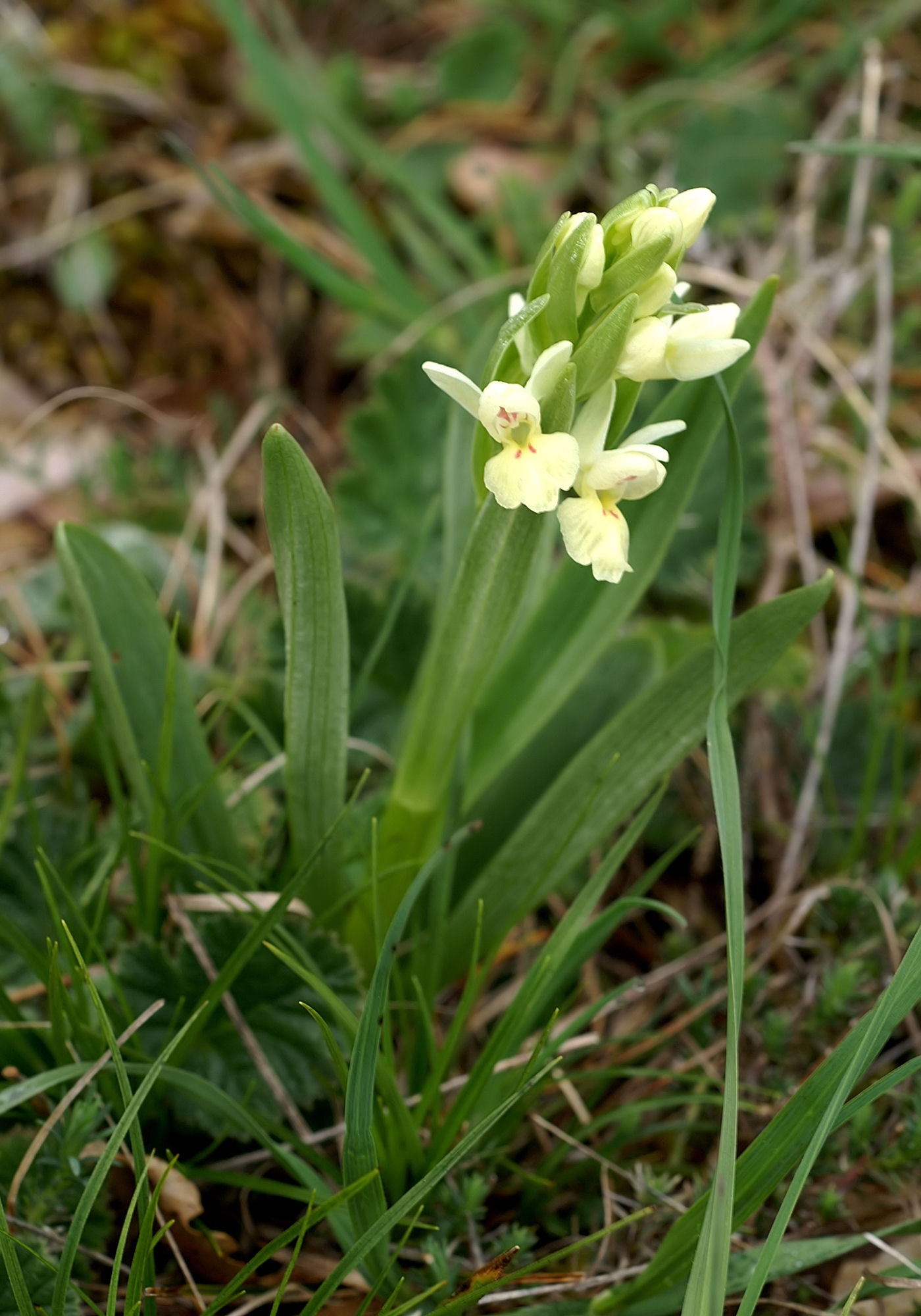
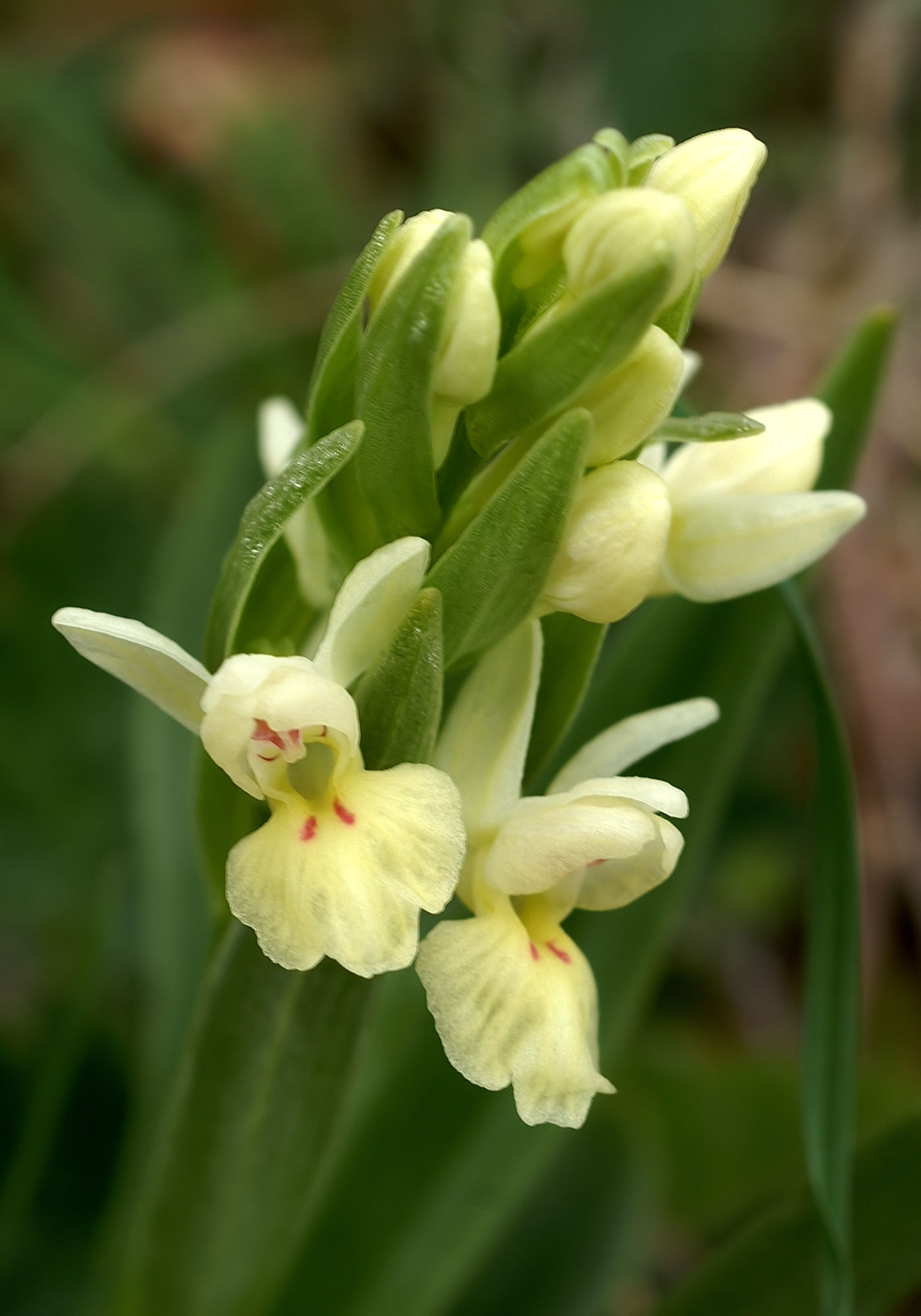
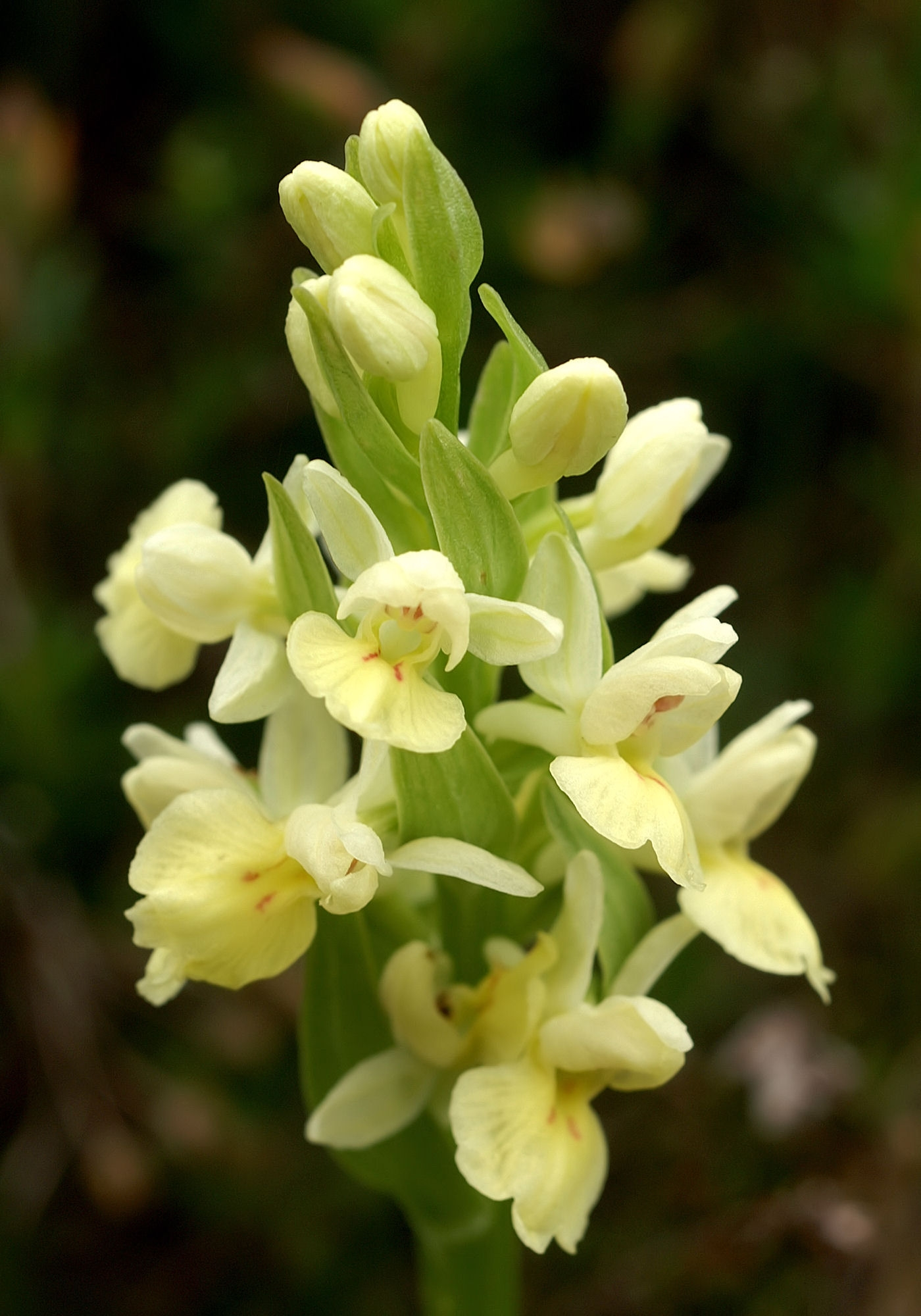